# Буада (дистрикт)
Буада (енг. Buada) је дистрикт у Науруу. Дистрикт се налази у средишњем делу острва. Овде се налази језеро Буада које је једно од најлепших места на острву. Буада се граничи са дистриктом Денигомоду и Нибок на северу, са Анибареом на истоку, са Мененгом и Јареном на југу и са дистриктима Аиво и Бое на западу. Ово је једини дистрикт на Науруу који нема излаз на океан. На подручју дистрикта налази се део железнице и капелица. Овај округ је део изборног округа Буада. Дистрикт има површину од 2,6 квадратних километара и популацију од 1.000 становника.

## Насеља
До 1968. године на данашњој територији округа било је подручје где се налазило 14 села.
| Историјска села Буаде |
| --------------------- |
| Абвав                 |
| Адунгидунгур          |
| Анакавидво            |
| Анорео                |
| Ара                   |
| Аромвемве             |
| Бангабанга            |
| Боги                  |
| Еануавириерија        |
| Еатегоба              |
| Ореб                  |
| Редета                |
| Убвено                |
| Вебвебин              |